# خافيير أوروتيكويتشيا
خافيير أوروتيكويتشيا (بالإسبانية: Javier Urruticoechea)‏، من مواليد 17 نوفمبر 1952، وتوفي في 24 مايو 2001، لاعب كرة قدم إسباني سابق.
لعب مع منتخب إسبانيا لكرة القدم.

## روابط خارجية
- خافيير أوروتيكويتشيا على موقع الاتحاد الأوربي (الإنجليزية)
- خافيير أوروتيكويتشيا على موقع قاعدة بيانات كرة القدم.إي يو (الإنجليزية)
- خافيير أوروتيكويتشيا على موقع ناشيونال فوتبول تيمز (الإنجليزية)
- خافيير أوروتيكويتشيا على موقع عالم كرة القدم.نت (الإنجليزية)